# Kirkuk

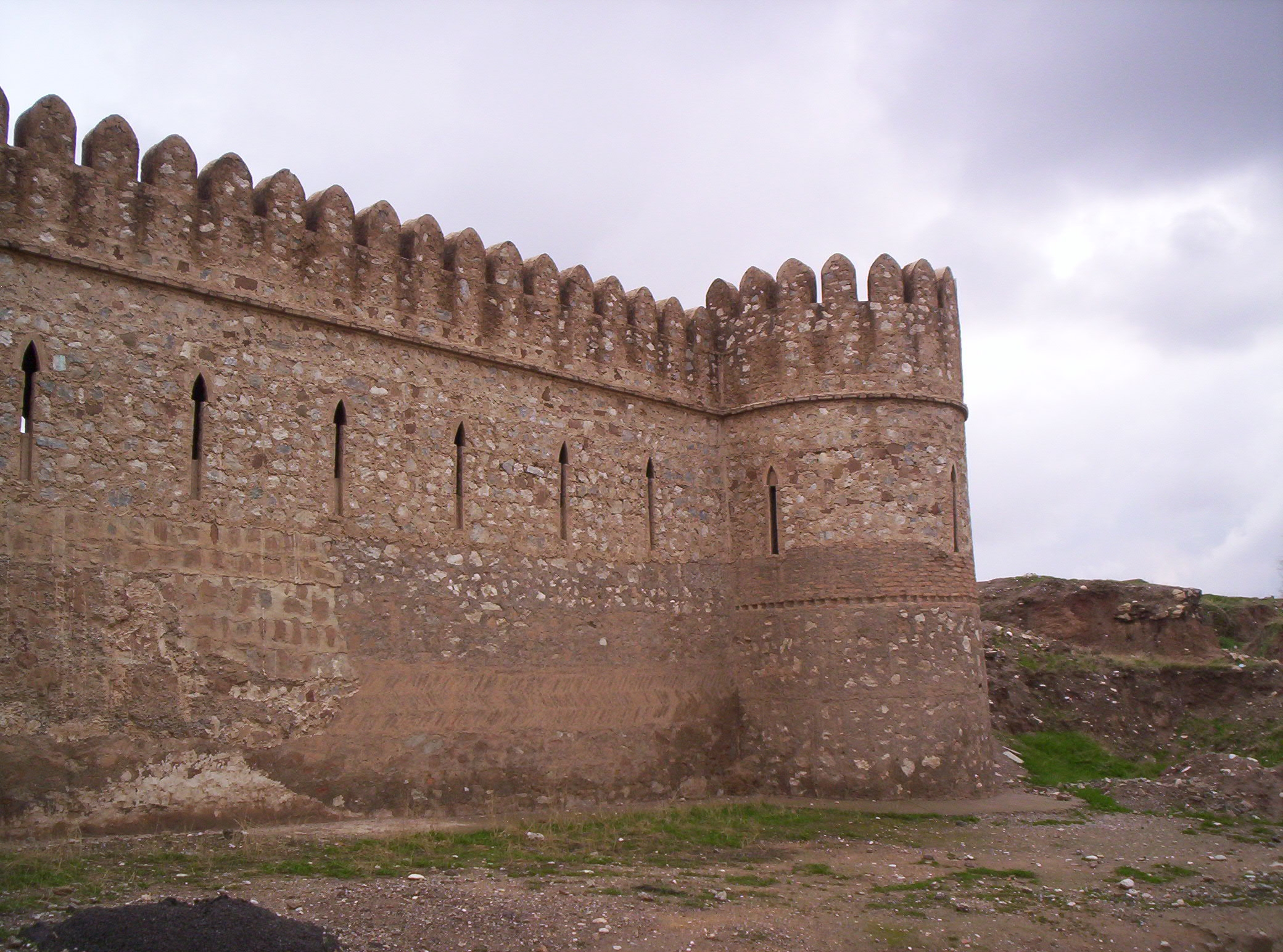
Qal’at Karkuk (Citadela din Kirkuk)

Kirkuk  (alte denumiri Karkuk sau Kerkuk, arabă: كركوك‎ Karkūk, kurdă: Kerkûk/که‌رکووک, siriacă: ܟܪܟ ܣܠܘܟ Karḵ Sluḵ, turcă: Kerkük) este un oraș din Irak și capitala provinciei Kirkuk.
Se află la cca. 236 kilometri nord de capitala Bagdad, la 83 km. sud de Arbil, 149 km sud-est de Mosul, 97 km vest de Sulaymaniyah și la 116 km nord-est de Tikrit. 